# 小林武史
小林武史（日语：／ Kobayashi Takeshi，1959年6月7日—），日本音樂製作人，編曲家、作詞家、作曲家。以負責樂團Mr.Children所有作品的監製與編曲而聞名。全盛時期與另一傳奇製作人小室哲哉兩人形成「TK時代」(兩人英文名簡寫皆為TK)。
樂團MY LITTLE LOVER前成員。
1996年與MY LITTLE LOVER主唱akko結婚，2008年離婚。

## 作品列表
Music
- 《燕尾蝶電影原聲大碟》 （岩井俊二導演，1996年）
- 《青春電幻物語電影原聲大碟》 （岩井俊二導演，2001年）

Movie
- 《Bandage》 （導演，2010年公開）
- 《最後的情書》 （岩井俊二導演，2020年）